# Eucalyptus longicornis
Eucalyptus longicornis är en myrtenväxtart som först beskrevs av Ferdinand von Mueller, och fick sitt nu gällande namn av Ferdinand von Mueller och Joseph Henry Maiden. Eucalyptus longicornis ingår i släktet Eucalyptus och familjen myrtenväxter. Inga underarter finns listade i Catalogue of Life.